# 28558 Kathcordwell
28558 Kathcordwell è un asteroide della fascia principale. Scoperto nel 2000, presenta un'orbita caratterizzata da un semiasse maggiore pari a 2,3782874 UA e da un'eccentricità di 0,1323688, inclinata di 1,38045° rispetto all'eclittica.